# Guernica (Buenos Aires)
Guernica é uma cidade da Argentina, localizada na província de Buenos Aires, situada na área metropolitana de Gran Buenos Aires. Atualmente quanto a violações de direitos humanos, há uma referência muito forte ao episódio dentre as organizações internacionais de direitos humanos nas homenagens a cidade espanhola que tem originalmente este nome.